# Сутички у Харківській області (2014)
У травні 2014 року в Харківській області відбулося декілька нападів на українські сили.

## Перебіг подій
У ніч на 18 травня 2014 року поблизу міста Ізюм Харківської області проросійськими бойовиками вчинено напад на табір військовослужбовців України. В результаті збройної сутички поранено два бійці Національної гвардії України.
22 травня неподалік міста Барвінкове проросійські бойовики обстріляли блокпост Національної гвардії України.
29 травня біля села Кам'янка Ізюмського району проросійські бойовики напали на автоколону військових Збройних сил України, бійців Нацгвардії України та волонтерів, які поверталися до міста Ізюм після доставки харчів та побутових речей на блокпости поблизу Слов'янська Донецької області. В результаті загинув старший солдат НГУ Володимир Ісадченко.